# Plano inclinado

Representação das forças exercidas num corpo livre num plano inclinado

O plano inclinado é um exemplo de máquina simples. Como o nome sugere, trata-se de uma superfície plana cujos pontos de início e fim estão a alturas diferentes.
Ao mover um objeto sobre um plano inclinado em vez de movê-lo sobre um plano completamente vertical, o total de força F a ser aplicada é reduzido, ao custo de um aumento na distância pela qual o objeto tem de ser deslocado.
Observe que pela Lei da Conservação de Energia, a mesma quantidade de energia mecânica é requerida para levantar um dado objeto até uma certa altura, seja através do plano inclinado ou do plano vertical. No entanto, o plano inclinado permite que o mesmo trabalho seja realizado aplicando-se uma força menor por uma distância maior.
Resumindo, o plano inclinado permite uma troca força x distância que é conveniente nas suas aplicações.

## Exemplos de planos inclinados
Existem muitos planos inclinados que são muito usados pelas pessoas. Entre eles:
- Rampa – A rampa é o exemplo clássico do plano inclinado, pois sem ela, teríamos que deslocar objetos verticalmente, como para colocar coisas em um caminhão de mudança, por exemplo, para o qual que seria necessário usar uma força maior do que a usada em uma rampa.
- Cunha (ferramenta) – A cunha é um objeto que possui dois planos postos em um ângulo agudo, e serve para cortar vários materiais, entre eles a madeira. O machado é um tipo de cunha, por exemplo.
- Parafuso - Se observarmos um parafuso, perceberemos que ele possui um plano inclinado, que é a rosca. Ela ajuda a encaixar o parafuso em algo sem se usar muita força.

## Cálculo das forças atuantes sobre um objeto em um plano inclinado (sem atrito entre o plano e o bloco)
Há 3 forças a serem consideradas:
1. A força peso atuando no objeto devido à gravidade (m.g, atuando verticalmente e para baixo);
2. A força normal (N) exercida no objeto pelo plano e deve equilibrar ( se a força potente for paralela à superfície do plano inclinado) a componente reativa do peso (m.g.cosθ, perpendicular ao plano);
3. A força potente (F) aplicada pelo operador, que atua na direção paralela à superfície do plano inclinado e deve equilibrar a componente ativa do peso (m.g.senθ, paralela ao plano).
Podemos decompor a força gravitacional em dois componentes, um perpendicular ao plano e outro paralelo. Como não há movimento perpendicular ao plano, a componente da força gravitacional nessa direção (m.g.cosθ) tem intensidade  igual, porém sentido oposto à força normal N exercida pelo plano.
O confronto das duas forças opostas e paralelas à superfície do plano (força potente F aplicada pelo operador e componente ativa do peso m.g.senθ) definirá se o objeto irá deslizar para cima, ou para baixo, ou ainda se permanecerá em repouso sobre o plano.
No equilíbrio, negligenciando-se as forças de atrito, teremos: F = m.g.senθ  e  N = m.g.cosθ .

## Plano inclinado na história da humanidade
Acredita-se que os egípcios tenham construído sua pirâmide usando o plano inclinado, no modo de uma rampa. Acontece que os blocos das pirâmides possuíam grandes pesos em vários newtons e seria muito difícil, por exemplo, para os egípcios levarem esses blocos para o topo das pirâmides sem usar essas rampas. Mas isto ainda é um mistério, pois a rampa teria que ser muito comprida para que fosse possível os egípcios transportarem esses blocos até o topo da pirâmide.